# Glossaire de l'orgue

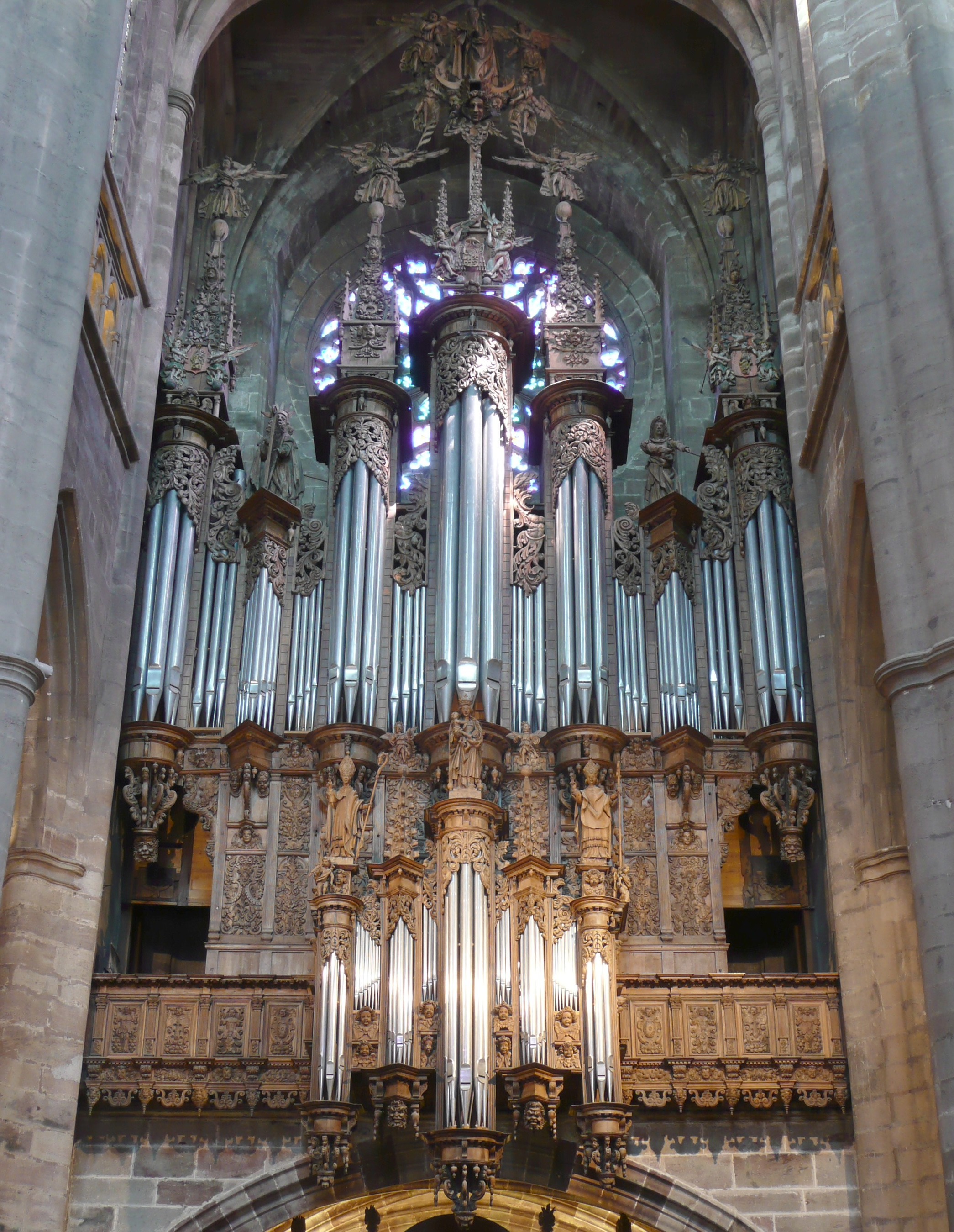
Orgue de la cathédrale Notre-Dame de Rodez.

Le glossaire de l'orgue présente les termes et expressions en usage dans le monde de l'orgue : éléments de l'instrument, termes techniques de la facture d'orgue, jeux les plus typiques.
- Haut – A
- B
- C
- D
- E
- F
- G
- H
- I
- J
- K
- L
- M
- N
- O
- P
- Q
- R
- S
- T
- U
- V
- W
- X
- Y
- Z

## A

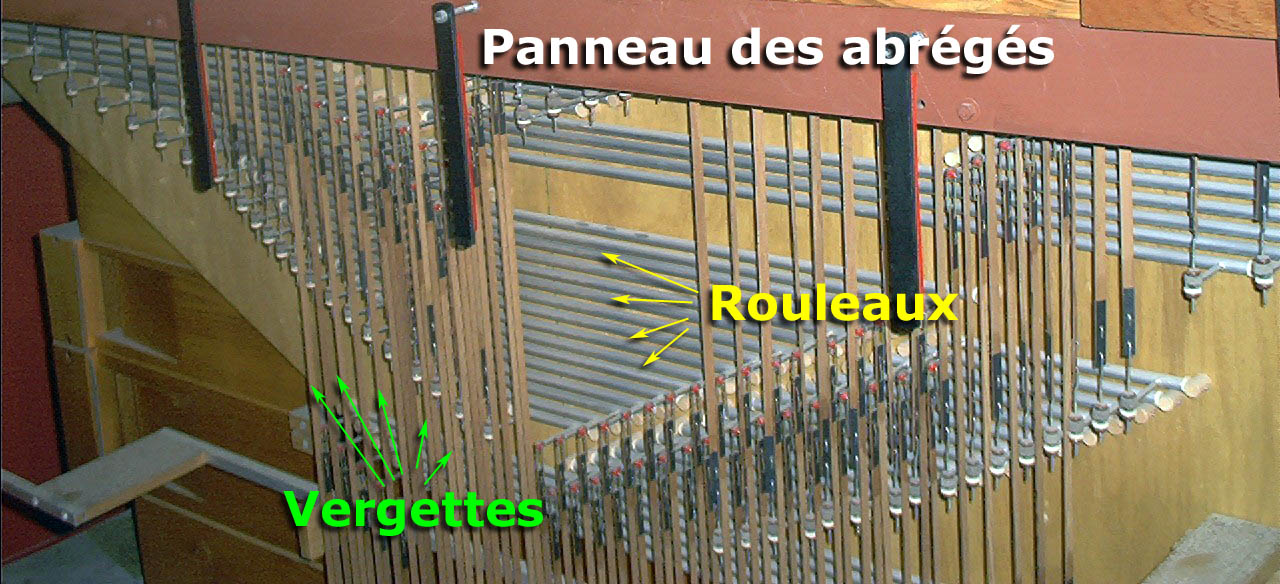
Panneau des abrégés

- Abrégé : Articulation permettant de transmettre un mouvement latéralement sans augmenter l’effort d’abaissement de la touche.
- Accord : Action de mettre les tuyaux à leur ton avec le diapason.
- Accouplement : Mécanisme permettant le fonctionnement simultané de plusieurs claviers, ce qui donne la possibilité de faire entendre les jeux d’un clavier alors que l’on joue sur un autre.
- Anche : Languette qui produit le son dans les jeux d’anches.
- Anches : Ensemble de jeux où le son est produit par une anche. Le tuyau sert d’élément résonateur.
- Appel : Mécanisme permettant de simplifier certaines actions de l'organiste par l'enclenchement d'une pédale, cuillère, piston ou champignon, par exemple : appel d'anches (de jeux), appel de tutti.
- Aveugler : Obturer une fuite d’air. Suivant l’endroit, on utilise de la soudure à l’étain, de la poix, de la pâte de bois ou de la peau.

## B

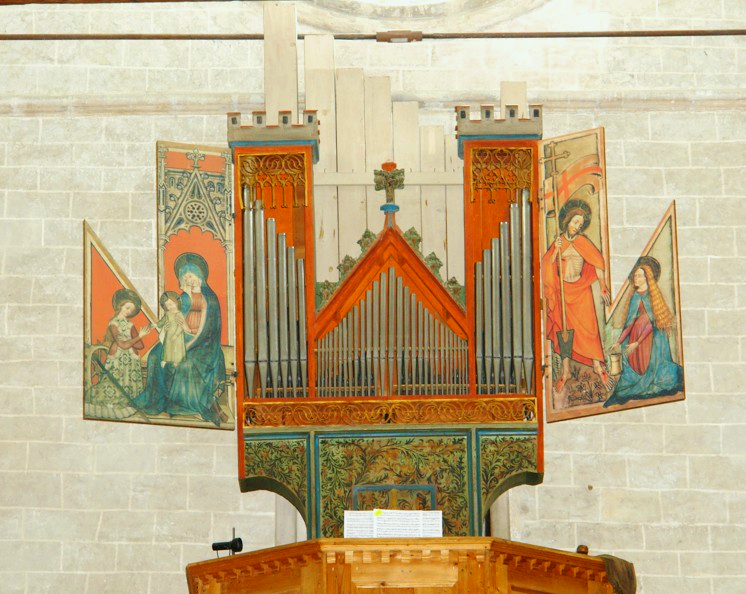
Buffet de l'orgue de la basilique de Valère à Sion en Suisse.

- Balancier : Mécanisme propre à l'orgue à traction mécanique permettant, grâce à un contrepoids ayant deux positions stables, d'éviter les positions intermédiaires et de forcer la position ouverte ou fermée, soit pour le tirage des jeux, soit pour les tirasses et les accouplements.
- Banc : C’est là où s’assoit l’organiste pour jouer.
- Barker : Cf. Machine Barker.
- Basse et Dessus : Principalement sur des instruments de petite dimensions, on trouve des jeux divisés en basse et dessus. La coupe est généralement au troisième ut. Le Cornet toujours un jeu de dessus.
- Basses : Ce sont les tuyaux les plus graves d’un jeu. Les basses d’un clavier sont les premières touches à gauche.
- Basson : Jeu d’anches doux, à pavillons coniques souvent pourvu de rigoles en forme de larme (anches à larmes).
- Batterie d’anches : Ensemble des jeux d’anches à tuyaux coniques de longueur normale (Bombarde, Trompette, Clairon).
- Biseau : Pièce transversale qui sépare le pied du corps du tuyau, elle fait partie de la bouche. Elle n'est pas soudée sur toute sa circonférence afin de créer la lumière.
- Boîte expressive : Chambre contenant des tuyaux, munie d’un ensemble de volets mobiles qui peuvent être commandés de la console. Ce dispositif permet d’obtenir des effets de crescendo ou decrescendo.
- Bombarde : Jeu d’anches à corps coniques d’une hauteur de 16 pieds et même de 32 pieds (Contrebombarde). Peut aussi désigner le nom d’un clavier qui dans un grand instrument possède un tel jeu.
- Bouche (Hauteur de) : C’est la distance qui sépare la lèvre supérieure de la lèvre inférieure. Cette hauteur de bouche est très importante pour l’harmonisation du tuyau.
- Bouche : Ouverture d’un tuyau à la jonction du corps et du pied délimité par la lèvre supérieure et la lèvre inférieure.
- Bourdon : Jeu de fond bouché de l’orgue. Sa sonorité est très douce (parce que bouchés en leur extrémité supérieures, les tuyaux n'émettent que des harmoniques impairs).
- Boursette : Pièce sacculiforme en matériau très souple (peau, parchemin, mégis, chamoisine) permettant le mouvement de la traction dans la laye, tout en assurant son étanchéité.
- Buffet : Ouvrage de menuiserie (parfois immense) revêtant plus ou moins la forme d'une armoire, contenant tous les mécanismes et les tuyaux de l’instrument.

## C

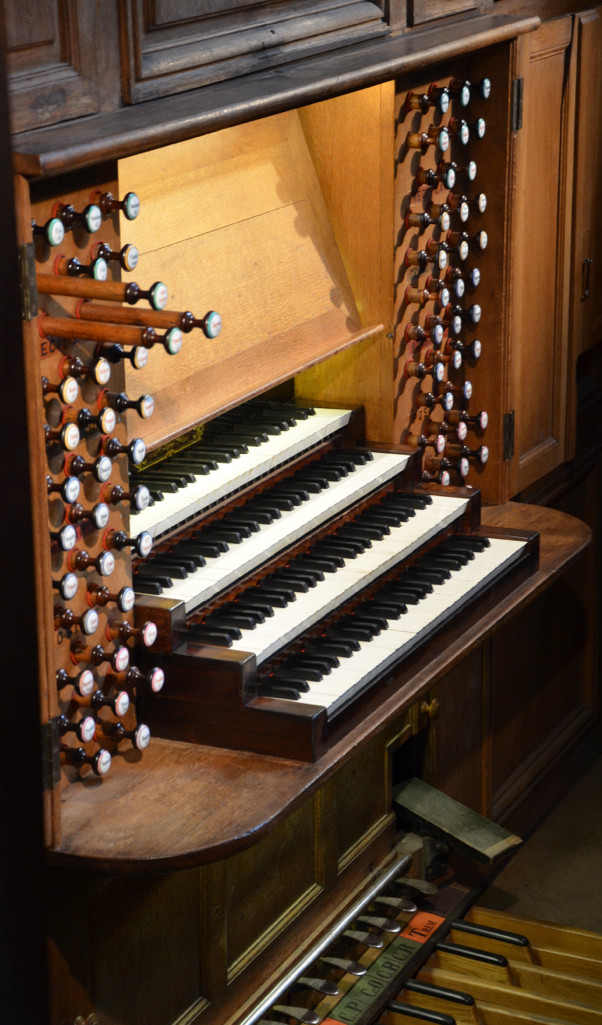
Console du grand orgue de la cathédrale Notre-Dame-de-l'Annonciation de Nancy.

- Calotte : Manchon cylindrique fermé à une extrémité et qui sert à boucher les tuyaux de Bourdon lorsque ceux-ci sont construits en métal. La calotte peut être soudée (fixe) ou amovible (coulissante) permettant l'accord du tuyau.
- Chalumeau : Jeu d’anches à corps raccourci, le tuyau se termine généralement en entonnoir. On le trouve surtout dans les orgues germaniques. Associé à la famille des Hautbois.
- Champignon : Gros bouton-poussoir placé devant le pédalier que l’on actionne avec le pied. On l'appelle aussi « piston ».
- Chanoine : Nom donné à des tuyaux de façade, généralement des tuyaux de Montre, qui servent uniquement de décoration et qui n’ont aucune fonction sonore. Ils sont souvent en métal, mais parfois factices, c'est-à-dire construits en bois et peint avec une peinture donnant un aspect métallisé.
- Chape : Planches de bois percées de trous où sont placés les pieds des tuyaux, constituant la couche extérieure du sommier.
- Cheminée (à) : Se dit de jeux qui sont partiellement bouchés et surmontés d’un petit tube cylindrique appelé cheminée (Bourdon à cheminée, Flûte à cheminée, certaines Régales).
- Clairon : Jeu d’anche similaire à la Trompette, mais qui sonne à son octave (4 pieds).
- Clarinette : Jeu d’anche (à partir du XIXe siècle) semblable au Cromorne mais avec une taille beaucoup plus importante et très souvent une anche à larme (anche conique).
- Clavier : Pour répondre à deux concepts distincts bien que liés, le terme peut porter à confusion :
  - Ensemble de touches qui permettent de jouer l’orgue. Il comprend généralement 56 ou 61 touches et ses dimensions sont sensiblement les mêmes que celles d’un clavier de piano ou de clavecin. La norme actuelle est de 165 mm pour une octave, soit une largeur de touche de 23,57 mm.
  - Ensemble de jeux placés dans un même endroit répondant à un clavier donné de la console de l’orgue. Dans ce sens, il est plus précis de parler de plan sonore. On peut ainsi évoquer les jeux de Récit, invoquant l’emplacement des jeux qui répondent au clavier éponyme.
- Coffre ou orgue-coffre : instrument se présentant comme un coffre, afin d'être facilement transporté. Existant déjà à l'époque baroque, ce type d'instrument d'un clavier connaît un renouveau depuis les années 70 dans le but d'assurer le continuo.
- Coin : Petite pièce de bois (généralement du hêtre) cunéiforme avec laquelle les languettes des jeux d’anches sont maintenues en place dans leurs noyaux.
- Console : C’est le poste de commande de l’orgue. Elle regroupe les claviers, le pédalier, les tirants de registres, les tirasses et accouplements. Si la console se trouve intégrée dans le soubassement du buffet principal, on dit qu’elle est « en fenêtre ». On la dit « de dos » ou « retournée » lorsque l'organiste tourne le dos à l'orgue.
- Contrebasse : jeu de 16 pieds ayant une forte intonation et placé à la pédale. Il peut s'agir d'un principal ou d'une flûte. Plus rarement il peut s'agir d'une gambe imitant la contrebasse d'orchestre.
- Cornement : Se dit quand, sans abaisser une touche du clavier, un tuyau parle. Il s'agit d'un dysfonctionnement : soupape ou vergette bloquées en position ouverte, parfois fuite dans les orgues à transmitions pneumatiques à depression.
- Cornet : jeu composé généralement de cinq rangs de tuyaux (faisant donc sonner cinq tuyaux par note) et le plus souvent placé au-dessus du sommier sur une pièce-gravée indépendante, reliée au sommier par des postages. C’est un des jeux les plus caractéristiques de l’orgue classique français.
- Corps d’un tuyau : Partie supérieure d’un tuyau.
- Coupe au ton : Manière de découper le sommet du corps des tuyaux à bouche pour les amener à leur fréquence définitive et éviter les ondes stationnaires provoquées par les entailles de timbre[1].
- Cromorne : Jeu d’anche à la sonorité très particulière qui imite l’instrument de musique du même nom. Le corps des tuyaux est cylindrique et plus court que sa hauteur normale. Il est généralement placé au Positif.
- Cuillère : Mécanisme que l’on actionne avec le pied. Sert à appeler un accouplements, une tirasse, un tremblant, un tutti ou un autre accessoire. Dans les instruments modernes, elles sont remplacées par des pistons, appelés champignons.
- Cymbale : Mixture qui, avec son complément, la Fourniture, compose le plein-jeu de l'orgue classique français. La Cymbale est plus aiguë que la Fourniture qu’elle complète en harmoniques et masque ses reprises.

## D
- Dessus : Peut désigner les touches du haut du clavier à droite, mais aussi des jeux qui ne parlent que dans cette partie supérieure du clavier (Dessus de Tierce, de Trompette, de Flûte, etc.).
- Diapason : Le terme peut porter à confusion tant il est usité pour différents usages :
  - Le diapason est le nom donné à la fréquence de référence utilisée pour l’accord des tuyaux d’un orgue. On parle de diapason moderne (440 Hz ou 442 Hz) ou ancien (variable, particulièrement pour l’orgue, selon les époques et les lieux). Le diapason des tuyaux à bouche des orgues peut évoluer dans une mesure non négligeable avec la température. Cela force à accorder les jeux d’anches, en nombre proportionnellement inférieurs aux tuyaux à bouche, sur ceux-ci, généralement de manière saisonnière.
  - L’outil propre à étalonner cette fréquence.
  - Le Diapason est aussi un jeu d’orgue qui sert de base à son accord. Dans certains pays (nordiques), il peut également désigner le jeu de Prestant, base de l’accord d’un orgue.
  - En facture d’orgues, il désigne enfin une représentation graphique donnant les principales dimensions d’une série de tuyaux d’un même jeu en vue de sa fabrication[2]. Dans ce contexte, on peut parler d’un jeu au diapason large ou étroit de façon identique à une taille large ou étroite.
- Doublette : jeu qui appartient à la famille des principaux, dont le tuyau le plus grave mesure deux pieds de hauteur.
- Dulciane (ou Dulciana) : jeu d’une taille étroite, mais qui a peu de mordant et beaucoup de suavité. Peut aussi désigner un Jeu d’anches au timbre doux.

## E
- Écho : clavier de l'orgue permettant des effets d'éloignement, grâce à ses jeux doux (orgue classique français) ou à sa position dans l'instrument (XIXe - XXe siècle).
- Éclisse : Planches minces assemblées en charnières avec de la peau et souvent recouvertes de papier. Elles forment les côtés des plis d'un soufflet.
- Embouchure : Trou du pied du tuyau par où s’engouffre l’air.
- Équerre : Articulation permettant de transmettre un mouvement à angle droit.
- Étain : Principal métal pour la construction des tuyaux. Son pourcentage peut varier suivant la sonorité désirée entre 3% et 95 %, toujours en alliage avec du plomb.
- Étoffe : Mélange de plomb avec 15 à 20 % d’étain, utilisé pour la fabrication des tuyaux de certains jeux, généralement flûtés, tels que Bourdon, Nasard.
- Expression : système permettant de moduler le volume sonore produit par l'instrument, grâce à une boîte expressive.

## F

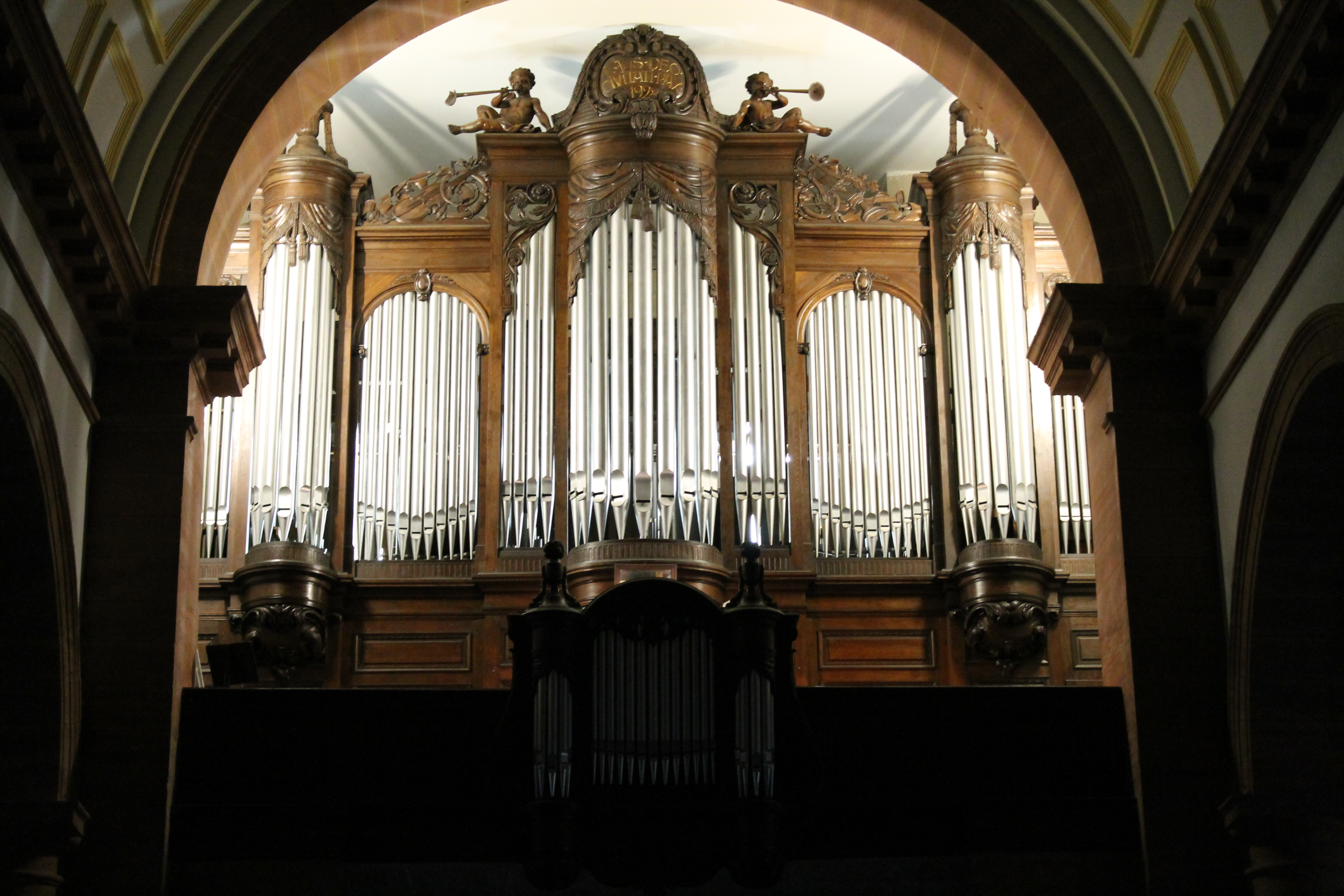
Tuyaux de façade, grand orgue de l'église Saint-Luc de Raon L'Étape

- Façade : C’est l’ensemble du buffet d’orgue visible par un observateur. Elle est composée de boiserie et de tuyaux (dits de façade).
- Facteur d'orgues : Nom donné aux techniciens spécialisés dans la conception  et la construction des orgues (la « facture » d'orgue). On dit aussi « Organier ».
- Faux-sommier : Appelé aussi « tamis ». Il est composé de planches trouées placées à environ 15 cm au-dessus du sommier. Sa fonction est de maintenir les tuyaux en position verticale.
- Fifre : Petite Flûte aiguë, sonnant généralement dans la tessiture du un pied, parfois en deux pieds.
- Flageolet : Appelé depuis le XVIIIe siècle Quarte de Nasard. C’est le nom du jeu de Flûte de deux pieds.
- Flûte : Les flûtes forment dans l'orgue une famille de jeux à larges tailles. Un grand nombre de jeux compose cette famille : tous ceux qui portent le nom de « Flûte » suivi d’un qualificatif (creuse, à biberon, traversière, allemande, d’amour, douce, octaviante, etc.) mais aussi les Tierces, les Nasards, les Larigots. Elles diffèrent entre elles par leurs tailles, leurs formes, leurs hauteurs, etc.
- Fond (Jeu de) : Ensemble des jeux à bouche qui donnent la base sonore de l’orgue (son fondement). Les jeux de fond sont les principaux, les bourdons, les gambes et les flûtes de 32, 16, 8 et 4 pieds.
- Fond d’orgue : Réunion de tous les jeux de fond de l’orgue. Titre donné à des pièces musicales qui utilisent cette registration.
- Fourniture : jeu d’orgue qui fait partie du plein-jeu. Il est composé de trois à dix tuyaux par note appelés « rangs » (Fourniture IV rangs). Son but est de « fournir » en harmoniques la sonorité des jeux de fond.
- Frein : cylindre en bois ou en métal placé en regard de la bouche de certains gros tuyaux de fond pour en améliorer la réponse à l'attaque. Plus le tuyau est long, plus la mise en vibration de la colonne d'air est lente à démarrer. Dans certains cas, le frein permet de raccourcir notablement ce temps de réponse.

## G
- Gambes : Famille de jeux à bouche de taille étroite. Au XIXe siècle, elles se développent et se trouvent en grand nombre dans les orgues romantiques et symphoniques. Les jeux de gambes portent des noms très divers : Violon ou Violone, Salicional, Violoncelle, Viole de Gambe, Viole d’Amour, Dulciane, Voix Céleste et Unda-Maris.
- Gorge : Cf. Rigole.
- Grand-Jeu : Registration très brillante et éclatante qui fait appel à l'ensemble des Bombardes, Trompettes, Clairons, et Cromornes, auxquels il convient d'ajouter les Cornets et les Prestants. Nom donné à des pièces musicales qui utilisent ce mélange de jeux.
- Grand-Orgue : Désigne le plan sonore principal de l'orgue. Il correspond à un clavier qui porte le même nom. (1er ou 2e clavier suivant l'existence ou non d’un Positif de dos.
- Gravure : Cloisonnement du sommier permettant d’envoyer l’air pour une même note indépendamment de chaque registre ouvert.

## H

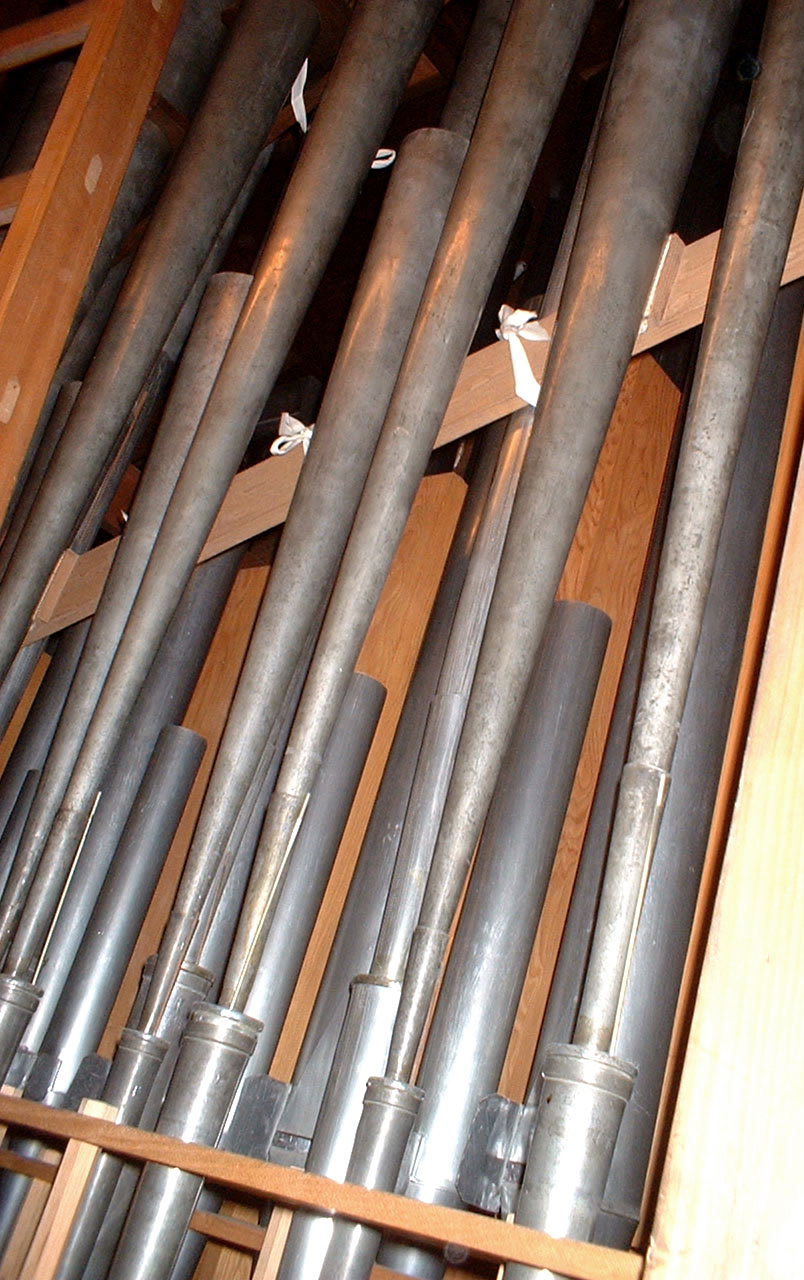
Jeu d’anches.

- Harmonisation : Consiste à donner à chaque tuyau une sonorité propre, de sorte que l’instrument soit parfaitement équilibré en fonction de l’édifice, de la réverbération, de la disposition, de la puissance, ou de phénomènes (rares) de résonances. C’est un travail long et délicat aussi important que la construction mécanique. C’est l’harmonisation qui détermine le timbre général de l’instrument, reflet du goût du concepteur, action différente de l'accord qui, lui, suit une règle sticte de détermination des fréquences sonores.
- Hautbois : jeu d’anche soliste. Il se trouve généralement au Récit. Le corps du tuyau est cylindrique et surmonté d’un pavillon en forme d'entonnoir.

## J

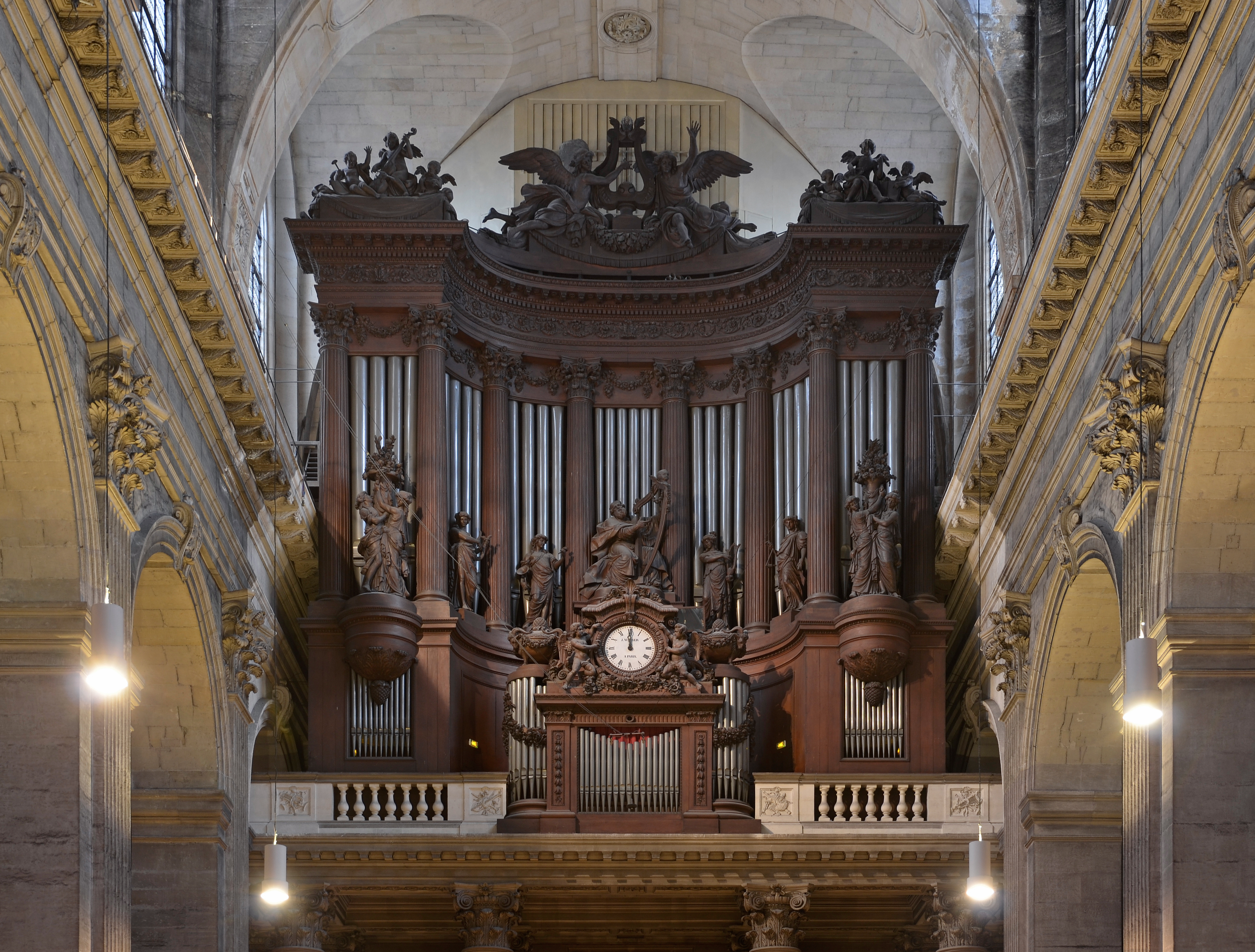
Volets d'expression du Grand orgue de l'église Saint-Sulpice, visibles à l’étage situé juste au-dessus du buffet.

- Jalousies : Volets mobiles que l'on peut manier avec la pédale d’expression pour ouvrir ou fermer la boîte expressive.
- Jeu : On appelle « jeu » dans un orgue, une rangée d’un certain nombre de tuyaux de la même espèce, posés sur un même registre. Chaque Jeu correspond à un tirant de registre. Le nombre de jeux détermine la taille d’un orgue. En France, on peut considérer qu’un orgue est petit lorsqu’il a moins de quinze jeux et qu’il est gros lorsqu’il en possède plus de cinquante.
- Jeux à bouche : Les jeux à bouche sont l’ensemble des jeux de l’orgue qui ne sont pas à anches, c'est-à-dire les jeux de fond, les mutations et les mixtures.
- Jeux de fond : Cf. Fond (Jeu de).
- Jeux d'anches : Les jeux d’anches les plus courants sont les Contrebombarde, Bombarde, Trompette, Clairon, Chamade, Contrebasson, Basson, Hautbois, Chalumeau, Douçaine, Cromorne, Voix Humaine, Régale, Ranquette, Clarinette. Les jeux suivants sont plus rares : Trombone, Ophicléide, Saqueboute, Buccine, Orlos.

## L

Coupe d'une Machine Barker.

- Languette : pièce en métal productrice du son, qui bat contre la rigole dans les jeux d’anches.
- Larigot : jeu de mutation de la famille des flûtes donnant une quinte. Son tuyau le plus grave mesure 1’1/3. Il sonne une octave au-dessus du Nasard.
- Laye : Partie inférieure du sommier de l’orgue, qui contient les soupapes et emmagasine l’air que les porte-vents lui envoient depuis la soufflerie.
- Lumière : Ouverture située entre la lèvre inférieure et le biseau d’un tuyau à bouche. Espace par lequel passe l’air qui sort du pied du tuyau.

## M
- Machine Barker : Mécanisme pneumatique destiné à alléger la dureté du clavier sur les orgues de grandes dimensions.
- Mannequin : Dans l’atelier du facteur d’orgues, le mannequin est un dispositif permettant d’essayer les tuyaux. Il s’agit d’un petit sommier sur lequel on place les tuyaux qui sortent de l’atelier de tuyauterie afin de les contrôler et leur donner une ébauche d’harmonisation. Le mannequin peut parfois être associé à un analyseur de spectre sonore pour peaufiner l’homogénéité entre les tuyaux d’un même jeu.
- Marche : Ancien nom donné aux touches du clavier de pédale.
- Mécanique : Ensemble des éléments qui permettent de mettre en action soit les tuyaux, soit les registres dans le système traditionnel de construction.
- Mécanique foulante : Quand le clavier pousse la transmission vers les soupapes.
- Mécanique suspendue : Quand le clavier tire la transmission vers les soupapes.
- Mixtures : Elles désignent des compositions de plusieurs rangs de tuyaux de principaux qui ne font pas entendre le son fondamental mais des sons harmoniques d’octave, de quinte et quelquefois de tierce (voire de 7e, de 9e, au XXe siècle). L'ensemble de ces jeux (Fourniture, Cymbale, Carillon, Aliquote, etc.) avec leurs compléments graves (les fonds) forment le plein-jeu de l'orgue.

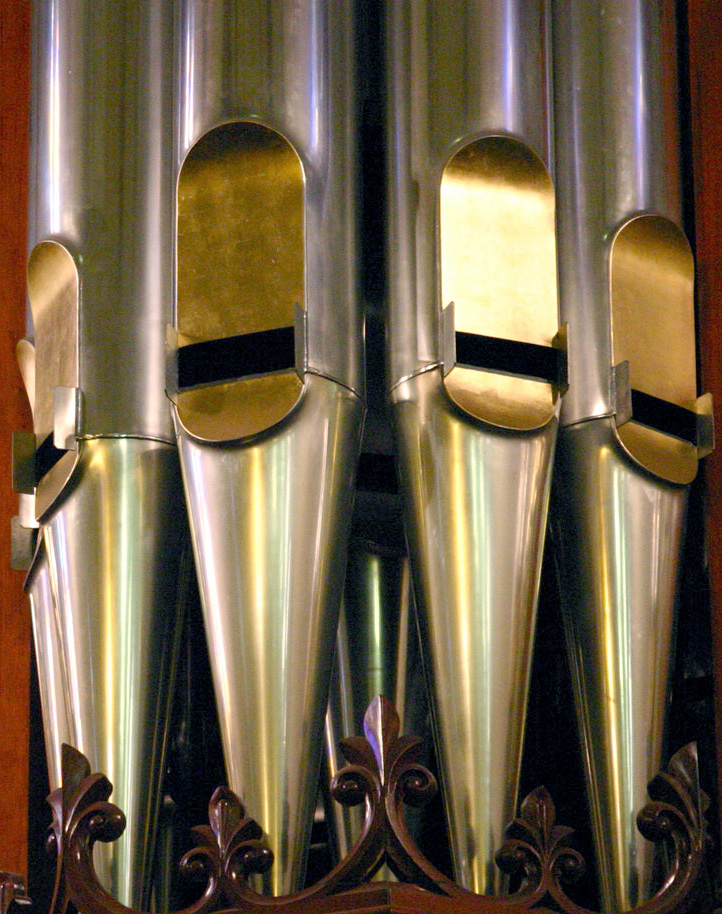
Tuyaux de Montre en tourelle avec patine bronze sur leurs bouches, elles-mêmes encadrées par des oreilles facilitant, dans ce cas précis, l'attaque du son.

- Montre : Ce sont les tuyaux qui garnissent la façade du buffet. Certains de ces tuyaux peuvent être factices, servant seulement à la décoration, on les appelle « chanoines ».
- Mutations : Ensemble des jeux à bouche qui sont accordés sur des hauteurs harmoniques, donc en rapport de quintes, de tierces, etc. On distingue les mutations simples qui ne comportent qu’une seule rangée de tuyaux (Tierce, Nasard, Larigot…) et les mutations composées qui sont un assemblage de plusieurs rangs inséparables qui parlent ensemble sur une même touche (Cornet, Sesquialtera, Aliquote).

## N
- Nasard : jeu de mutation simple de la famille des flûtes de large taille sonnant dans la tessiture de 2’2/3, qui entre dans la composition du Jeu de Tierce ou de Cornet.
- Noyau : Pièce en étoffe ou en plomb qui assemble à la base d’un tuyau d’anche, le corps du résonateur, la rigole, l'anche et le coin.

## O
- Octaviant : Se dit d’un tuyau qui sonne une octave plus haut que sa fréquence propre.
- Oreilles : Petites lames de plomb ou d’étain que l’on soude des deux côtés de la bouche des tuyaux, généralement de Bourdons et quelquefois des tuyaux qui, à la différence de ces derniers, possèdent leur extrémité supérieure ouverte. Dans le cas des tuyaux bouchés, notamment à calottes soudées, leur pliage très léger est le seul moyen pour procéder à un affinage de l’accord. Dans tous les cas, placer des oreilles améliore l’attaque du son du tuyau.
- Organier : Cf. Facteur d’orgues.

## P

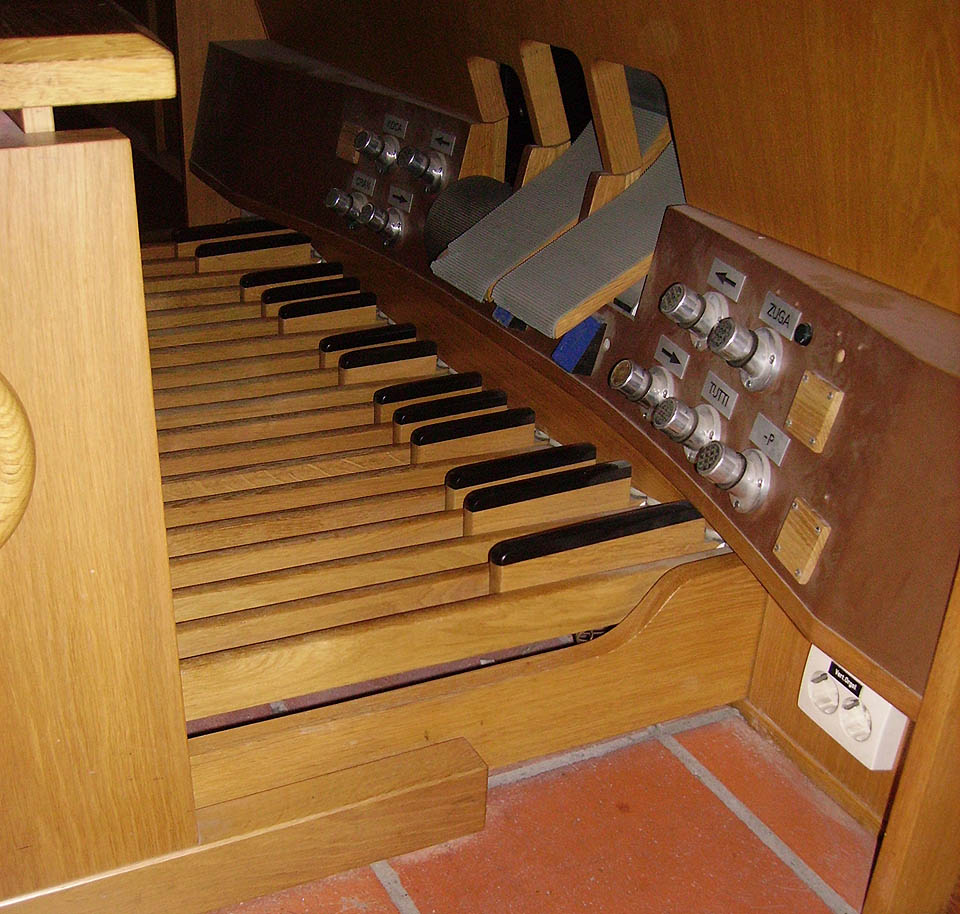
Pédalier BDO 32 marches.

Illustration, sur la base de huit pieds, des fractions entières, donc harmoniques, de valeurs exprimées en pieds.

- Partition : Faire la partition d’un orgue c’est répartir dans une octave les douze demi-tons qui la composent. La partition se réalise sur le Prestant. C’est elle qui définit le tempérament.
- Pédale : Autre nom du plan sonore correspondant au pédalier.
- Pédale d'expression : Dispositif en forme de cuillère ou de bascule que l'on abaisse ou remonte avec le pied pour ouvrir ou fermer les jalousies de la boîte expressive afin de jouer plus ou moins fort. Ce sont généralement les tuyaux du clavier de Récit qui sont enfermés dans une boîte expressive. Dans l'orgue de théâtre, tous les claviers sont expressifs, et le contrôle de la nuance particulièrement précis grâce à un système différent de l'orgue classique.
- Pédalier : clavier posé sur le sol, sous le banc, que l’on joue avec les pieds.
- Pièce-gravée : Bloc de bois ou planches collées entre elles qui permettent de distribuer du vent d’un endroit à un autre, généralement pour alimenter des tuyaux impossibles à placer sur le sommier. Les pièces gravées peuvent être de toutes formes et peuvent comporter plusieurs couches de distribution du vent. On s’en sert généralement pour les tuyaux de basses (qui sont de gros diamètres et donc difficiles à loger directement sur le sommier, mais aussi parfois, en remplacement des postages, pour alimenter les tuyaux de façade placés en Montre.
- Pied : Unité théorique de mesure traditionnelle standard de la facture d’orgues. Dans la pratique, cette unité représente plus une tessiture de fréquences qu’une unité de longueur exacte des tuyaux, même si les deux sont liées. Si un pied acoustique vaut bien 324,83 millimètres (à ne pas confondre avec les autres pieds), un tuyau d’un pied doit d’abord donner la note Do 4 à 523,251 Hz (pour un diapason du La 3 fixé à 440 Hz). Mais la taille des tuyaux influe énormément sur leur longueur réelle sans que l’on change pour autant la nomination de tessiture d’un jeu qui est donnée par la longueur en pieds de son Do grave, donc approximative. Elle se décline en puissances de 2 (1, 2, 4, 8, 16, 32 voire très rarement 64 pieds) ou une fraction entière de ces dernières pour les jeux de mutation.
- Piston : Synonyme de champignon.
- Plate-face : Partie du buffet d’orgue qui désigne un compartiment de la façade où les tuyaux sont alignés de façon rectiligne.
- Plan sonore : Cf. clavier.
- Plein-jeu : C’est la registration la plus caractéristique de l’orgue, mélange de tous les jeux de fond et des Doublettes avec les Fournitures et les Cymbales. On nomme aussi plein-jeu le registre sur lequel la Fourniture et la Cymbale sont réunies.
- Point de bourdon : Harmonisation parfaite d’une Trompette 8’ à laquelle l’ajout du Bourdon 8’ ne produit aucun changement audible.
- Portatif : Orgue que l'on joue posé sur la cuisse, une main jouant, l'autre actionnant le soufflet.
- Porte-vent : Conduit par lequel le vent est amené de la soufflerie aux sommiers. Ils sont généralement en bois.
- Positif : Désigne un petit instrument qui est plus important que le portatif et qui demande à être posé sur une table ― souvent confondu avec l'orgue-coffre. Désigne aussi le buffet d’orgue plus petit que le grand buffet et qui est placé en avant de ce dernier. Désigne enfin le clavier qui correspond à ce plan sonore.
- Positif de dos : Se dit du buffet de positif quand celui-ci est placé dans le dos de l'organiste.
- Postage : Canalisation, généralement en plomb ou en étain, conduisant l’air à un tuyau individuel (il y a nécessairement un postage par tuyau) qui n'est pas posé sur le sommier. Les tuyaux alimentés par les postages (généralement Montre, Chamades et Cornets) sont dits « postés ».
- Pression : La pression de l’air qui doit alimenter les tuyaux est obtenue par des poids posés sur les soufflets ou sur les réservoirs. La pression d’un orgue se mesure en millimètre d’eau. Certains grands instruments possèdent plusieurs pressions indépendantes à chaque plan sonore.
- Prestant : Jeu à bouche de la famille des principaux. Il sonne une octave au-dessus du diapason normal. Il est très présent. C’est sur lui qu’on pose la partition de l'orgue.
- Principaux : Famille de jeux à bouche ouverts et de taille moyenne. Ils constituent le fondement de l’orgue.

## Q
- Quarte ou « Quarte de Nasard » : jeu appartenant à la famille des flûtes à l’unisson de la Doublette. Elle se trouve une quarte au-dessus du Nasard, d'où son nom. Elle porte parfois le nom de « Flageolet ».
- Quintaton : Jeu à bouche, semblable au Bourdon, c’est-à-dire constitué de tuyaux bouchés, harmonisés de telle manière qu’il laisse entendre, avec force, la quinte (harmonique 3 de la fondamentale). Cette harmonisation repose principalement sur la taille des tuyaux qui, contrairement au Bourdon, est beaucoup plus étroite.

## R

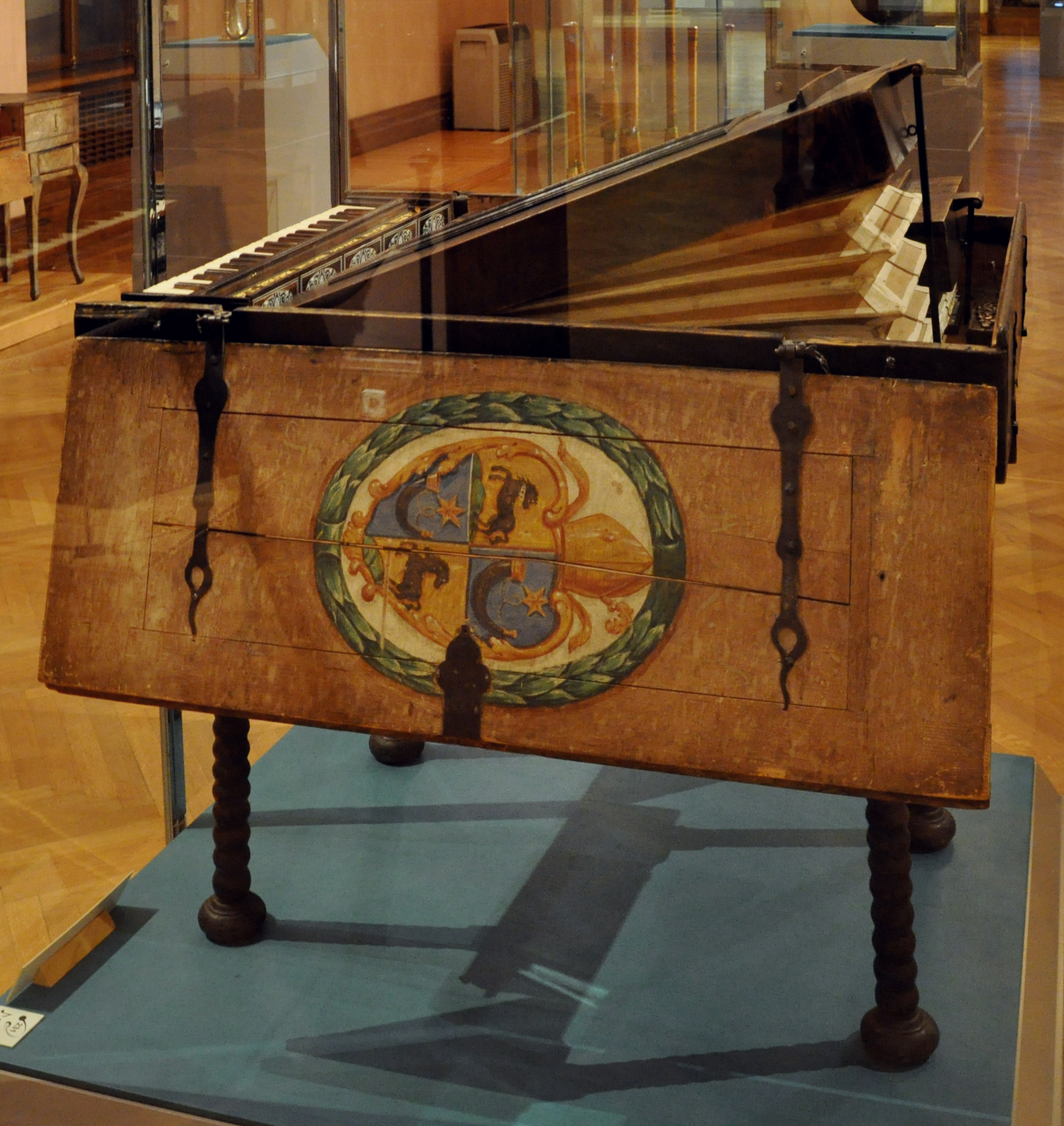
Régale de 1580.

- Rangs : Le nombre de rangs d’un jeu correspond au nombre de tuyaux qui parlent ensemble sur une même note.
- Rasette : Tige métallique dont le bout supérieur possède une encoche destinée à donner prise à l’accordoir et le bout inférieur est contourné de façon à ce qu’elle assure une pression horizontale sur la languette du tuyau d’anche. Elle sert à accorder le tuyau. Si l’encoche dans le fil est absente, l’extrémité supérieure de la rasette est repliée à 90 degrés pour assurer la même fin.
- Récit : Désignation d’un plan sonore qui correspond généralement au clavier positionné au-dessus du clavier « Grand-Orgue ». À l'époque classique, les jeux qui le composent sont destinés à chanter en soliste. Le rôle de ce clavier se diversifie au XIXe siècle. Récit dit expressif, les tuyaux du Récit étant enfermés dans un compartiment doté de volets nommés Jalousies permettant un effet de volume sonore commandé depuis la console par une pédale dite expressive.
- Régale : Nom donné à un ensemble de Jeu d’anches à corps très raccourci à la sonorité pittoresque comme la « Voix Humaine ». Désigne aussi des petits instruments qui sont composés uniquement de jeux d’anches à corps très courts.
- Registre : Pièce de bois coulissante permettant l’admission de l’air dans un jeu de tuyaux. Ce sont les règles de bois mobiles, percées de trous, qui se situent dans la partie supérieure du sommier. Leur fonction est d’ouvrir ou de fermer le passage du vent au dessus de chaque gravure et pour tous les tuyaux d’un jeu. Les registres sont commandés de la console par les tirants (ou boutons) de registre.
- Registration : Ensemble des jeux choisis par l’organiste en fonction du morceau qu'il veut interpréter. La registration est un art qui fait autant appel au goût de l’interprète qu’à sa culture organistique ou historique en répond de l’orgue sur lequel il est amené à jouer.
- Relevage : Opération consistant à dépoussiérer un orgue et effectuer toutes les petites réparations. C’est un petit chantier de « remise à neuf » (Cf. Restauration).
- Résonateur : Terme réservé aux corps des tuyaux d’anches dont il forme la partie du tuyau placée au-delà de l’anche. Le résonateur ne détermine en rien la fréquence sonore du tuyau (déterminée par la longueur de la languette vibrante) mais s’y accorde pour former résonance, soit sur sa fréquence fondamentale, soit sur ses harmoniques.
- Restauration : Opération très longue consistant à reconstruire un orgue en mauvais état et si possible à le remettre dans son état d’origine. On restaure préférablement les instruments historiques, car c’est un gros chantier qui coûte aussi cher que la construction d’un orgue neuf.
- Rigole : Cannelure sur laquelle vient battre l'anche. Il en existe de nombreuses formes et variantes qui contribuent à déterminer le timbre du Jeu d’anches.
- Rouleau : Articulation essentielle de l'abrégé, le rouleau est une longue tige fixée horizontalement, cylindrique, octogonale ou carrée, en bois ou en métal (elle peut aussi être réalisee en matériaux composites), tournant sur son axe et remplaçant une tringlerie d'au moins deux équerres. Cf. l'illustration ci-dessus à Abrégé.

## S

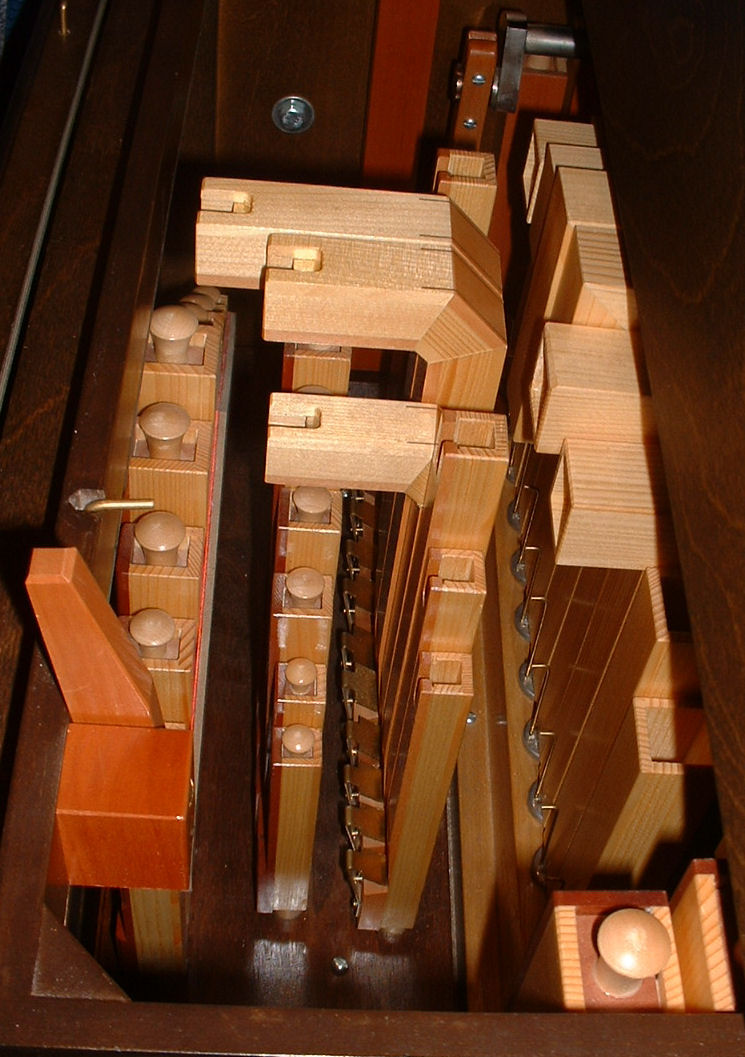
Soubasse, Bourdon en bois placé à la pédale.

- Salicional : Jeu à bouche de taille intermédiaire entre le principal et la gambe.
- Servo-transmission : Traction électronique haute performance où le mouvement d’ouverture de la soupape accompagne exactement le mouvement de la touche du clavier. C’est une technique très récente qui offre simultanément les avantages de la sensibilité du toucher mécanique et la légèreté de la traction électrique, supprimant, en théorie, les inconvénients de l’un et de l’autre.
- Sesquialtera : jeu de mutation à deux rangs, à timbre de principal, composé d’un rang de Quinte 2’2/3 et d’un rang de Tierce 1’3/5.
- Sifflet : jeu de principal de un pied.
- Sommier : Il est composé, généralement, de bas en haut : d’une laye, réserve d’air étanche qui contient les boursettes et les soupapes ; d’un châssis composé de gravures séparées par des barrages, elles correspondent aux notes du clavier. Sur le châssis est fixée la table sur laquelle coulissent les registres entre les faux-registres qui leur servent de guide ; le tout est surmonté de chapes qui reçoivent les pieds des tuyaux. Il y a généralement autant de sommiers que de claviers, mais sur les très gros instruments, les jeux d’un même clavier peuvent être répartis sur plusieurs sommiers.
- Soubasse : Bourdon en bois que l’on trouve à la pédale. Il est construit en 32 ou 16 pieds.
- Soufflerie : Ensemble des éléments qui apportent le vent dans les sommiers. (Moteur ou soufflets, réservoirs, porte-vents, etc.).
- Soufflet : Appareil qui sert à produire du vent. Les soufflets peuvent avoir des formes différentes : le soufflet cunéiforme ; le soufflet à table parallèle ou « à lanterne ».
- Soupape : Mécanisme d’admission de l’air commandé par chaque touche du clavier ou du pédalier. Les soupapes sont disposées dans la laye du sommier. Elles commandent l’entrée de l’air dans les gravures.
- Synthèse : Son résultant de l’orgue lorsque tous les jeux sont tirés. Certains jeux sont traditionnellement hors synthèse : Unda Maris, Voix Céleste, Voix Humaine et Chamades. La qualité de la synthèse dépend de l’harmonisation. Une belle synthèse doit être stable, sans vibration, non stridente, claire et agréable. La synthèse est peu différente du tutti ; généralement le facteur d’orgues appelle synthèse ce que l'organiste appelle tutti ; néanmoins le tutti contient toujours les chamades alors qu'on ne les mets pas dans la synthèse, ces dernières étant très puissantes et masquant beaucoup des autres jeux.

## T

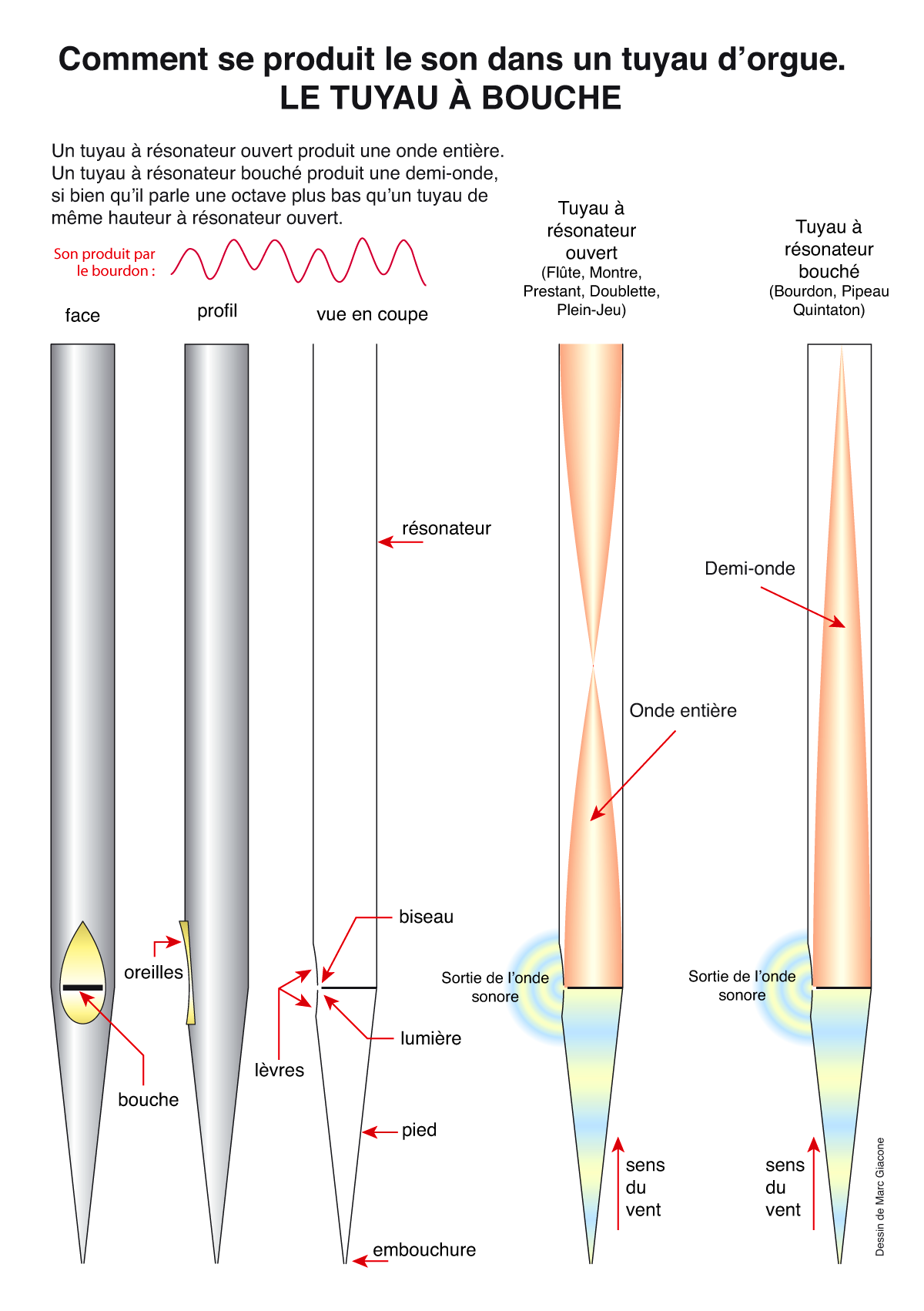
Production du son dans le tuyau à bouche.

- Tacet : Littéralement, « il [ou on] se tait ». Mention notée en console sur certains boutons de registre pour indiquer que le tirant n’est pas fonctionnel, souvent posé là en attente d’un jeu à venir, ou pour des raisons purement esthétiques. La console du grand orgue de Saint-Sulpice de Paris contient actuellement trois tirants notés « Tacet ».
- Taille : La taille d’un tuyau est le rapport de son diamètre en fonction de sa longueur. On en distingue principalement trois : les tailles larges (les flûtes), les tailles moyennes (les principaux) et les tailles étroites (les gambes).
- Tamis : Cf. Faux-sommier.
- Tampon : Pièce de bois garnie de peau qui sert à fermer le haut des tuyaux bouchés en bois, notamment les Bourdons.
- Tempérament : Le tempérament est la manière de répartir les douze demi-tons dans une octave. Si l’octave est divisée en douze demi-tons égaux, on dit que le tempérament est égal. Si au contraire les demi-tons ne sont pas égaux, le tempérament est inégal. Les tempéraments inégaux sont très nombreux, mais presque tous rétrécissent la tierce Do ― Mi. Le tempérament mésotonique est un exemple, parmi d’autres, de tempérament inégal.
- Tierce : jeu de mutation de la famille des flûtes. Elle donne l’harmonique 5 du 8 pieds (Tierce de 1’3/5) mais elle peut aussi donner l’harmonique 5 du 16 pieds (Grosse Tierce de 3’1/5). C’est la Tierce qui donne la couleur si particulière du Cornet. La Tierce peut aussi être principalisante (= harmonisée comme un principal). Dans ce cas elle peut se mélanger au plein-jeu.
- Tirant (de registre) : barre en bois de section carrée ou ronde munie à son extrémité d’un bouton ou pommette permettant, en la tirant, d’« ouvrir » un registre, et donc de mettre en service un jeu particulier, sur un clavier donné.
- Tirasse : Ensemble des éléments qui permettent de jouer, depuis le pédalier, les notes graves d’un ou plusieurs claviers (Cf. accouplement).
- Touche : Élément principal du clavier que l’on « touche » avec la main. Le nombre des touches a varié au cours des siècles. Aujourd’hui la norme la plus commune est de 56 notes pour les claviers et de 32 notes pour le pédalier.
- Tourelle : On appelle tourelles les parties les plus élevées d’un buffet d’orgue en forme de demi-colonnes saillantes, d’un peu plus de leur demi-diamètre. Les tourelles en tiers-point ne sont pas rondes mais en forme de triangle.
- Traction : Ensemble des éléments qui relient les touches du clavier aux soupapes. La traction peut être mécanique, électromagnétique, pneumatique, et même électro-pneumatique. La meilleure des tractions est indiscutablement la traction mécanique.
- Tremblant ou Trémolo : Les tremblants ont pour but de faire varier légèrement le vent pour donner au son des tuyaux un effet de tremblement, de vibrato. Il y a deux sortes de tremblants : le tremblant doux (vent dedans) et le tremblant fort (vent perdu). Le Trémolo est le terme généralement usité au XIXe siècle ; par sa rapidité, il est assimilable au tremblant fort.
- Tringlerie : Dans l'orgue à traction mécanique, ensemble des pièces articulées allant des claviers aux soupapes. Le terme est parfois utilisé dans la mécanique des registres.
- Trompette : jeu d’anche dominant, fondement du Grand-Jeu classique.
- Tutti : Registration utilisée principalement dans l’orgue symphonique, consistant à tirer tous les jeux, tous les accouplements et toutes les tirasses pour obtenir toute la puissance de l’orgue. Seuls les jeux ondulants et les tremblants sont exclus du tutti.
- Tuyau : Élément essentiel de l’orgue puisque c’est lui qui produit le son. On en fabrique dans toutes sortes de matériaux : bois (chêne, pin, sapin, hêtre, cyprès, sycomore, érable, poirier, acajou, bambou), métal (étain, plomb, zinc, cuivre). Certain matériaux composites ont été expérimentés ; sans grands succès.
- Tuyauter : Fabriquer un tuyaux d’orgue.
- Tuyautier : Artisan qui fabrique les tuyaux d'orgues, autant de manière indépendante que dans l'atelier du facteur d’orgues.

## V
- Vent : Nom de l'air sous pression dans l'orgue. L'air est poussé depuis la soufflerie vers les tuyaux de l’orgue via les porte-vents.
- Vent dedans : Manière de faire varier la pression du vent sans perte, pour produire le tremblant doux.
- Vent perdu : Manière de créer une dépression rapide et répétée de l’air pour produire le tremblant fort.
- Vergette : Longue tige de bois fine et légère utilisée dans la mécanique pour transmettre le mouvement de la touche du clavier à la soupape. Même si elle est rarement réalisée complètement en métal (laiton, acier), ses deux extrémités sont généralement faites de fils de laiton solidarisés au bois par un enroulage de fil de coton ou de lin, ou une ceinture de papier.
- Viola, viole, violon : Jeux à bouche de la famille des gambes.
- Violoncelle : Jeu à bouche de la famille des gambes mais de taille légèrement plus large.
- Voix Céleste : jeu de gambes accordé un coma plus haut et destiné à être joué avec une autre gambe. Le léger désaccord des deux tuyaux provoque une ondulation (un battement). La voix céleste ne commence généralement qu’au 2e ut.
- Voix Humaine : jeu d’anche à corps court, de la famille des Régales, qui imite plus ou moins une sorte de voix humaine nasillarde.

- Haut – A
- B
- C
- D
- E
- F
- G
- H
- I
- J
- K
- L
- M
- N
- O
- P
- Q
- R
- S
- T
- U
- V
- W
- X
- Y
- Z